# Varažda
Varažda (mađ. Apátvarasd, nje. Warasch) je selo u južnoj Mađarskoj.
Zauzima površinu od 8,14 km četvornih.

## Zemljopisni položaj
Nalazi se na 46°11' sjeverne zemljopisne širine i 18°29' istočne zemljopisne dužine, na istočnim padinama Mečeka. Jetinj se nalazi 2 km južnije, a Mečka 2 km istočno. 
Dio ove općine obuhvaća i zaštićeni krajobraz Kelet-Meček, koji je dio nacionalnog parka Dunav-Drava (Duna-Dráva Nemzeti Park).

## Upravna organizacija
Upravno pripada Pečvarskoj mikroregiji u Baranjskoj županiji. Poštanski broj je 7720.

## Stanovništvo
Varažda ima 134 stanovnika (2001.). 
1930. je u selu živjelo 329 Nijemaca i 8 Mađara, a 1970-ih je bilo 236 Mađara i 70 Nijemaca.

## Vanjske poveznice
- (mađ.) Apátvarasd önkormányzatának oldala a Vendégvárón[neaktivna poveznica]
- (mađ.) Apátvarasddal kapcsolatos cikkek a Dunántúli Naplóban  Arhivirana inačica izvorne stranice od 9. studenoga 2004. (Wayback Machine)
- Varažda na fallingrain.com